# Dystrykt Thyolo

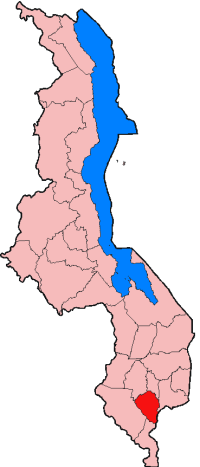
Dystrykt Thyolo na mapie Malawi

Thyolo – jeden z 28 dystryktów Malawi. Znajduje się w Regionie Południowym.
Stolicą dystryktu jest miasto Thyolo. Dystrykt zamieszkuje około 460 tysięcy obywateli. 
Z tego dystryktu pochodzą dwaj prezydenci Malawi – Bingu wa Mutharika i Peter Mutharika.